# Динамо (Київ) у сезоні 1975
| «Динамо» (Київ) у сезоні 1975 | «Динамо» (Київ) у сезоні 1975          |
| ----------------------------- | -------------------------------------- |
|                               |                                        |
| Ліга                          | вища                                   |
| Місце в лізі                  | перше                                  |
| Раунд у кубку                 | чвертьфінал                            |
| Раунд у єврокубку             | фінал                                  |
| Старший тренер                | Валерій Лобановський                   |
| Начальник команди             | Олег Базилевич                         |
| Тренер                        | Олександр Петрашевський                |
| Стадіон                       | Республіканський                       |
| Капітан                       | Віктор Колотов                         |
| Найбільше матчів              | Євген Рудаков Анатолій Коньков (по 41) |
| Бомбардир                     | Олег Блохін (23)                       |

У сезоні 1975 року київське «Динамо» здобуло перемоги у чемпіонаті СРСР (сьомий титул), Кубку володарів кубків і Суперкубку УЄФА.

## Підготовка до сезону
Перед початком сезону команду покинули захисники Віктор Кондратов, В'ячеслав Головін (обидва — «Шахтар»), Руслан Ашибоков («Дніпро»), Сергій Доценко («Чорноморець»); півзахисники Віктор Маслов («Дніпро»), Юрій Ковальов («Зоря»), Володимир Плоскіна («Говерла»); нападники Анатолій Шепель («Динамо» Москва) і В'ячеслав Семенов («Дніпро»).
Замість них до команди прийшли Сергій Кузнецов («Зоря»), Анатолій Коньков («Шахтар») і Петро Слободян («Дніпро»). З «динамівського» дубля перейшли півзахисник Володимир Лозинський і нападник Анатолій Марченко.
Третій сезон команду очолював Валерій Лобановський. Посаду начальника команди обіймав Олег Базилевич. До тренерського штабу входив і Олександр Петрашевський.
Підготовку до нового сезону команда розпочала в Югославії, а потім переїхала до Бельгії й Франції. У восьми товариських матчах здобуто шість перемог і лише одна поразка (від «Локерена» — 0:1). З Парижа «динамівці» вилетіли до Туреччини, де розпочинався сезон поєдинком у чвертьфіналі Кубка володарів кубків.

## Кубок кубків
Чвертьфінал. Суперник — «Бурсаспор» (Бурса, Туреччина).
- Фіналіст кубка Туреччини (2): 1971, 1974

Клуб заснований у 1963 році. В еліті турецького футболу дебютував у сезоні 1967/68. Найвище місце у лізі — п'яте (1969, 1971).
| Перший матч 5 березня 1975 |

| «Бурсаспор» | 0 – 1    | «Динамо»     |
| ----------- | -------- | ------------ |
|             | Протокол | Онищенко 21' |

| «Бурса Ататюрк» Глядачів: 16 765 Арбітр: Цвєтан Станєв (Болгарія) |

«Бурсаспор»: Расім, Орхан, Кемаль, Хайреттін, Іхсан, Феруддін, Вахіт (Байкул, 55), Мехмет Вахап, Джеміль, Алі Карахман, Сінан Бюр (к). Тренер: Абдула Гегич (Югославія).
«Динамо»: Рудаков, Коньков, Матвієнко, Фоменко, Решко, Трошкін, Мунтян, Веремєєв, Колотов (к), Онищенко, Блохін.
| Другий матч 19 березня 1975 |

| «Динамо»                      | 2 – 0    | «Бурсаспор» |
| ----------------------------- | -------- | ----------- |
| Колотов 72' (пен.) Мунтян 87' | Протокол |             |

| Республіканський стадіон (Київ) Глядачів: 95 000 Арбітр: Курт Ченшер (ФРН) |

«Динамо»: Рудаков, Коньков, Матвієнко, Фоменко, Решко, Трошкін, Мунтян, Веремєєв, Колотов (к), Онищенко, Блохін.
«Бурсаспор»: Расім, Кемаль, Орхан, Іхсан, Хайреттін, Джеміль, Феруддін, Вахіт, Седат, Алі Карахман, Байкул. Тренер: Абдула Гегич (Югославія).

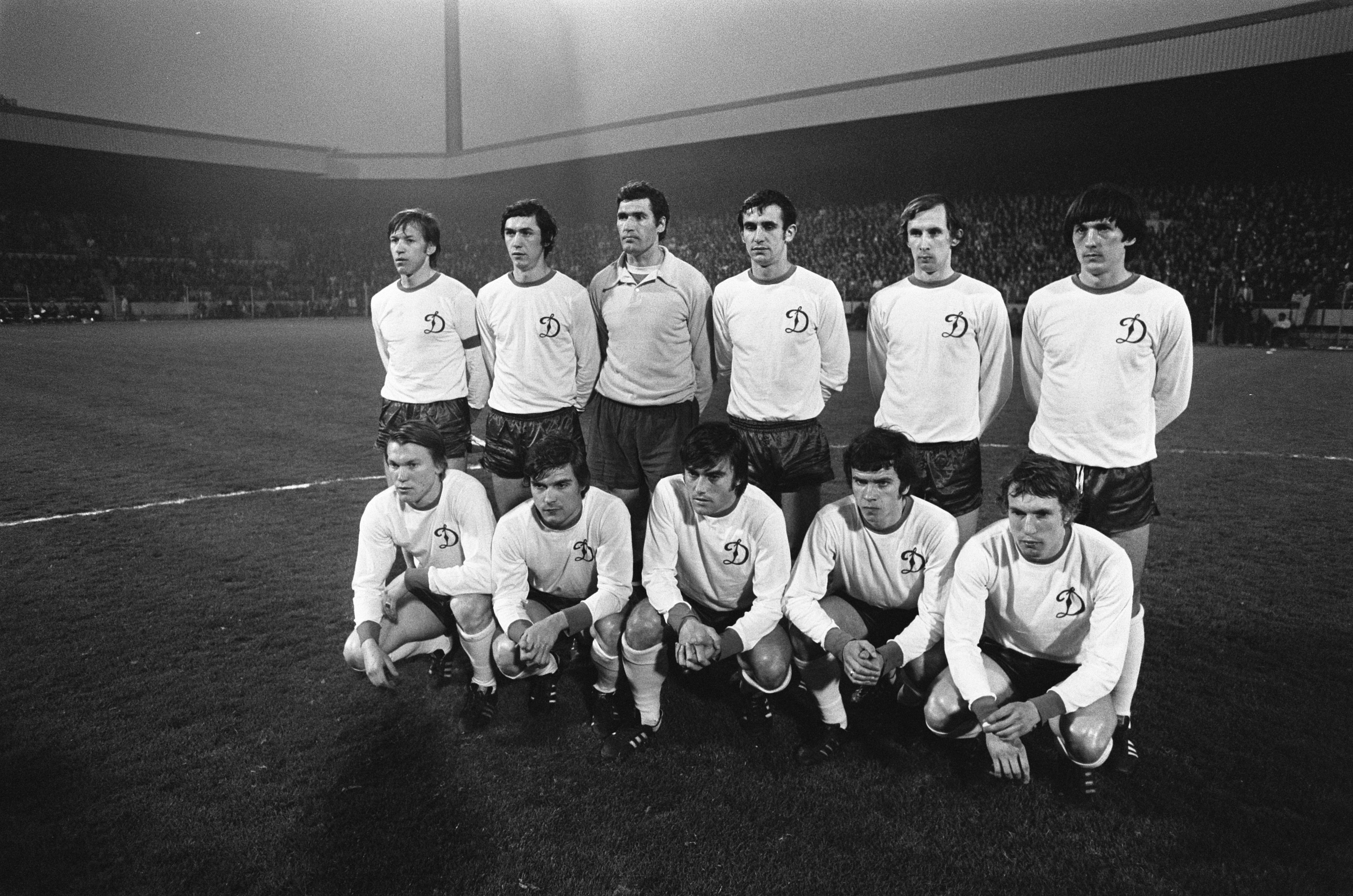
23 квітня. ПСВ — «Динамо»

 Веремєєв, Блохін — Феруддін, Кемаль, Іхсан.
Півфінал. Суперник — ПСВ (Ейндговен, Нідерланди).
- Чемпіон Нідерландів (4): 1929, 1935, 1951, 1963
- Володар кубка Нідерландів (2): 1950, 1974

Клуб заснований у 1913 році. В сезоні 1974/75 команда впевнено лідирувала в чемпіонаті, і в підсумку, перервала десятирічну гегемонію амстердамського «Аякса» і роттердамського «Феєноорда».
На світовій першості 1974 року титули віце-чемпіонів здобули троє гравців команди з Ейндговена: Плен Стрік, Рене ван де Керкгоф і Віллі ван де Керкгоф. За збірну Швеції на тому «мундіалі» виступали захисник Бйорн Нордквіст і нападник Ральф Едстрем. Віллі ван дер Кейлен — найвлучніший гравець в історії нідерландської ліги.
| Перший матч 9 квітня 1975 |

| «Динамо»                            | 3 – 0    | ПСВ |
| ----------------------------------- | -------- | --- |
| Колотов 17' Онищенко 31' Блохін 56' | Протокол |     |

| Республіканський стадіон (Київ) Глядачів: 100 000 Арбітр: Патрік Патрідж (Англія) |

«Динамо»: Рудаков, Коньков, Матвієнко, Фоменко, Решко, Трошкін, Мунтян, Онищенко (Кузнецов, 74), Колотов, Буряк, Блохін.
ПСВ: ван Беверен, Дейкерс, Нордквіст, Едстрем, Лубсе, Куарс, Рене ван де Керкгоф, Віллі ван де Керкгоф, Ван Краай, Крейг, ван дер Кейлен. Тренер: Корнеліус Рейверс.
 Куарс.
| Другий матч 23 квітня 1975 |

| ПСВ              | 2 – 1    | «Динамо»  |
| ---------------- | -------- | --------- |
| Едстрем 22', 85' | Протокол | Буряк 77' |

| «Філіппс» (Ейндговен) Глядачів: 24 000 Арбітр: Пабло Ібаньєс (Іспанія) |

ПСВ: ван Беверен, Дейкерс, Нордквіст, Едстрем, Хансен, Стрік, Рене ван де Керкгоф, Віллі ван де Керкгоф, Ван Краай, Крейг, ван дер Кейлен (Лубсе, 46). Тренер: Корнеліус Рейверс.
«Динамо»: Рудаков, Коньков, Матвієнко, Фоменко, Решко, Трошкін, Мунтян (Буряк, 70), Онищенко, Колотов, Веремєєв, Блохін.
 Коньков, Веремєєв — ван Краай.
 Веремєєв (друге попередження).
Фінал. Суперник — «Ференцварош» (Будапешт, Угорщина).
- Чемпіон Угорщини (21): 1903, 1905, 1907, 1909, 1910, 1911, 1912, 1913, 1926, 1927, 1928, 1932, 1934, 1938, 1940, 1941, 1949, 1963, 1964, 1967, 1968
- Володар кубка Угорщини (12): 1913, 1922, 1927, 1928, 1933, 1935, 1942, 1943, 1944, 1958, 1972, 1974
- Володар кубка ярмарків (1): 1965
- Володар кубка Мітропи (2): 1928, 1937

Клуб заснований у 1899 році. Найтитулованіша команда країни. З кінця 60-х років перебував у затінку іншої будапештської команди — «Уйпешта».
Провідні гравці минулих років: Імре Шлоссер (забив у лігових матчах більше 400 м'ячів), Геза Тольді, Бела Шароші, Дьордь Шароші (усі — віце-чемпіони світу 1938 року), Ференц Деак (рекордсмен європейських чемпіонатів за сезон — 66 голів), Флоріан Альберт (володар «Золотого м'яча» 1965 року) і тд. З діючого складу найбільше визнання здобуде Тібор Нілаші — лідер і капітан національної збірної першої половини 80-х років.
| 14 травня 1975 |

| «Динамо»                     | 3 – 0    | «Ференцварош» |
| ---------------------------- | -------- | ------------- |
| Онищенко 18', 39' Блохін 67' | Протокол |               |

| «Санкт-Якобс» (Базель) Глядачів: 10 897 Арбітр: Роберт Девідсон (Шотландія) |

«Динамо»: Рудаков, Коньков, Матвієнко, Фоменко, Решко, Трошкін, Мунтян, Онищенко, Колотов, Буряк, Блохін.
«Ференцварош»: Геці, Мартош, Патакі, Медьєші, Юхас, Раб, Сабо, Нілаші (Онхаус, 59), Мате, Муха, Мадяр. Тренер: Дальнокі.

## Чемпіонат
37-й турнір у вищому дивізіоні футбольної першості Радянського Союзу тривав з 12 квітня по 16 листопада 1975 року. Участь у змаганні взяли 16 команд. Дві гірших з яких, за результатами сезону, полишили елітний дивізіон.
У чемпіонаті команда розпочала виступи з другого туру. Стартовий матч з «Араратом» був перенесений на травень.
Київське «Динамо» вдруге поспіль здобуло титул чемпіона країни, а загалом — це сьомий трофей в історії клубу. Кияни здобули право участі у Кубку європейських чемпіонів, а донецький «Шахтар» і московське «Динамо» — в Кубку УЄФА.

### Перше коло
| 2 тур 16 квітня 1975 |

| СКА | 0 – 2    | «Динамо»               |
| --- | -------- | ---------------------- |
|     | Протокол | Колотов 60' Блохін 77' |

| СКА (Ростов-на-Дону) Глядачів: 33 000 Арбітр: Аркадій Алов (Ленінград) |

СКА: Убикін, Лохов, Цибін (Кравченко, 74), Бабенко, Александров, Саух, Антонов, Чуркін, Плєшаков (Чихладзе, 77), Назаренко, Захар'їн.
«Динамо»: Рудаков, Коньков, Матвієнко, Буряк, Решко, Трошкін, Мунтян, Онищенко, Колотов, Веремєєв, Блохін.
Дублери 0:3.
| 3 тур 19 квітня 1975 |

| «Динамо»                     | 3 – 0    | «Зоря» |
| ---------------------------- | -------- | ------ |
| Онищенко 8' Трошкін 44', 49' | Протокол |        |

| Республіканський стадіон (Київ) Глядачів: 30 000 Арбітр: В. Руднєв (Москва) |

«Динамо»: Рудаков, Коньков, Матвієнко, Буряк, Решко, Трошкін, Мунтян, Онищенко, Колотов, Веремєєв, Блохін.
«Зоря»: Ткаченко, Авер'янов, Малигін, Абрамов, Васєнін (Гусєв, 74), Журавльов, Кузнецов, Стульчин (Мороз, 70), Андрєєв, Куксов, Ковальов.
Дублери 3:1.
| 4 тур 27 квітня 1975 |

| «Динамо»                            | 3 – 1    | «Шахтар»     |
| ----------------------------------- | -------- | ------------ |
| Матвієнко 6' Блохін 30' Колотов 35' | Протокол | Ванкевич 66' |

| Республіканський стадіон (Київ) Глядачів: 50 000 Арбітр: В. Ліпатов (Москва) |

«Динамо»: Рудаков (Самохін, 85), Коньков, Матвієнко, Фоменко, Буряк, Трошкін (Дамін, 85), Мунтян, Онищенко, Колотов, Веремєєв, Блохін.
«Шахтар»: Дегтярьов, Яремченко (П'яних, 85), Звягінцев, Горбунов, Головін (Булгаков, 46), Кондратов, Ванкевич, Соколовський, Васін, Рєзник, Сафонов.
Дублери 1:0.
| 5 тур 2 травня 1975 |

| «Динамо»   | 1 – 0    | «Дніпро» |
| ---------- | -------- | -------- |
| Блохін 14' | Протокол |          |

| Республіканський стадіон (Київ) Глядачів: 35 000 Арбітр: Георгій Баканідзе (Тбілісі) |

«Динамо»: Рудаков, Коньков, Матвієнко, Буряк, Решко, Трошкін, Мунтян, Онищенко, Колотов, Веремєєв, Блохін.
«Дніпро»: Колтун, Пилипчук, Найда, Богданов, Кравчук, Маслов (Суанов, 74), Соловйов (Яковлєв, 20), Кузьмін, Шнейдерман (к), Христян, Поркуян.
На 85-й хвилині Колотов не реалізував пенальті (парирував воротар).
Дублери 1:1.
| 1 тур 7 травня 1975 |

| «Арарат»                  | 2 – 3    | «Динамо»                    |
| ------------------------- | -------- | --------------------------- |
| Андріасян 30', 83' (пен.) | Протокол | Колотов 11', 40' Блохін 55' |

| «Раздан» (Єреван) Глядачів: 45 000 Арбітр: В. Руднєв (Москва) |

«Арарат»: Абрамян, Геворкян, Саркісян, Мірзоян, Месропян, Андріасян, Оганесян (Бондаренко, 65), Іштоян (Погосян, 70), Н. Петросян, Заназанян, Казарян.
«Динамо»: Рудаков, Коньков, Матвієнко, Буряк, Решко, Кузнецов, Мунтян (Дамін, 60), Онищенко, Колотов, Веремєєв, Блохін (Шевченко, 83).
Дублери 2:1.
| 7 тур 22 травня 1975 |

| «Карпати»                   | 2 – 2    | «Динамо»               |
| --------------------------- | -------- | ---------------------- |
| Данилюк 23' Броварський 62' | Протокол | Блохін 9' Онищенко 55' |

| "Дружба" (Львів) Глядачів: 48 000 Арбітр: І. Самусенков (Москва) |

«Карпати»: Ракитський, Риф'як, Поточняк, Чорба, Бондаренко, Броварський, Хижак, Савка, Данилюк (Бачіашвілі, 46), Дубровний (Кікоть, 78), Лихачов.
«Динамо»: Рудаков, Коньков, Матвієнко (Дамін, 46), Фоменко, Решко, Кузнецов, Мунтян, Онищенко, Колотов, Веремєєв, Блохін.
Дублери 4:1.
| 8 тур 25 травня 1975 |

| «Чорноморець» | 1 – 0    | «Динамо» |
| ------------- | -------- | -------- |
| Родіонов 5'   | Протокол |          |

| ЧМП (Одеса) Глядачів: 40 000 Арбітр: Матевос Мкртичан (Єреван) |

«Чорноморець»: Дегтярьов, Нечаєв, Лещук, Логвиненко, Михайлов, Фейдман, Сапожников (Зубков, 70), Устимчик, Родіонов (Григорьєв, 86), Дорошенко, Рибак.
«Динамо»: Рудаков, Коньков, Матвієнко, Фоменко, Буряк, Трошкін, Мунтян, Онищенко, Колотов, Веремєєв, Блохін.
Дублери 3:6. Голи: Алі-заде (2), Давидов — Слободян (3), Кочубинський (2), Марченко.
| 9 тур 1 червня 1975 |

| «Динамо»                                           | 3 – 0    | ЦСКА |
| -------------------------------------------------- | -------- | ---- |
| Колотов 23' (пен.) Онищенко 39' Колотов 52' (пен.) | Протокол |      |

| Республіканський стадіон (Київ) Глядачів: 70 000 Арбітр: Анатолій Мільченко (Сухумі) |

«Динамо»: Рудаков, Коньков, Матвієнко, Буряк (Кузнецов, 75), Решко, Трошкін, Мунтян, Онищенко, Колотов, Веремєєв, Блохін (Зуєв, 84).
ЦСКА: Астаповський, Уткін, Худієв, Високих, Капличний, Андрющенко, Шлапак, Копєйкін, Федотов (Дорофєєв, 46), Баркетов (Морозов, 56), Чесноков.
 Мунтян — Капличний.
Дублери 1:1.
| 10 тур 4 червня 1975 |

| «Локомотив»   | 1 – 1    | «Динамо»     |
| ------------- | -------- | ------------ |
| Ю. Сьомін 56' | Протокол | Онищенко 26' |

| «Локомотив» (Москва) Глядачів: 35 000 Арбітр: Мікеліс Рубеніс (Рига) |

«Локомотив»: Мілес, Камзулін, Ряховський, Перегонцев, О. Сьомін, Уткін, Овчинников, Піскунов (Васін, 89), Трусов, Давидов (Ештреков, 46), Ю. Сьомін.
«Динамо»: Рудаков, Коньков, Фоменко, Решко, Матвієнко, Трошкін, Мунтян, Онищенко (Кузнецов, 54), Колотов, Веремєєв, Блохін.
 Решко.
Дублери 2:1.
| 11 тур 15 червня 1975 |

| «Динамо» К         | 1 – 0    | «Динамо» М |
| ------------------ | -------- | ---------- |
| Колотов 54' (пен.) | Протокол |            |

| Республіканський стадіон (Київ) Глядачів: 75 000 Арбітр: Мікеліс Рубеніс (Рига) |

«Динамо» К: Рудаков, Коньков, Матвієнко, Фоменко, Буряк, Трошкін, Мунтян (Решко, 82), Онищенко, Колотов, Веремєєв, Блохін.
«Динамо» М: Гонтар, Комаров, Нікулін, Зенков, Бубнов, Петрушин, Гершкович, Долматов, Павленко, Маховиков, Єврюжихін (Курненін, 17).
 Зенков.
Дублери 1:0.
| 12 тур 22 червня 1975 |

| «Динамо» К                         | 3 – 1    | «Динамо» Тб |
| ---------------------------------- | -------- | ----------- |
| Веремєєв 7' Колотов 25' Блохін 35' | Протокол | Кіпіані 9'  |

| Республіканський стадіон (Київ) Глядачів: 45 000 Арбітр: С. Біляєв (Москва) |

«Динамо» К: Рудаков, Коньков, Матвієнко, Буряк, Решко, Трошкін, Мунтян (Кузнецов, 59), Онищенко (Фоменко, 46), Колотов, Веремєєв, Блохін.
«Динамо» Тб: Гогія, Дзодзуашвілі, Челідзе, Ебралідзе, М. Мачаїдзе, Корідзе, Гавашелі (Г. Мачаїдзе, 46), Кіпіані, Церетелі (Гуцаєв, 53), Хізанішвілі, Копалейшвілі.
Дублери 2:1.
| 6 тур 25 червня 1975 |

| «Торпедо»              | 2 – 2    | «Динамо»           |
| ---------------------- | -------- | ------------------ |
| Гришин 60' Філатов 71' | Протокол | Матвієнко 37', 47' |

| Центральний (Москва) Глядачів: 39 000 Арбітр: Іванов (Ленінград) |

«Торпедо»: Єлізаров, Тукманов, Пахомов, Бутурлакін, Миронов, Максименков, Філатов, Храбростін (Єськов, 67), Юрін, Белєнков (Гришин, 46), Сахаров.
«Динамо»: Рудаков, Коньков, Матвієнко, Фоменко, Решко, Трошкін (Зуєв, 49), Мунтян, Буряк (Кузнецов, 46), Колотов, Веремєєв, Блохін.
Дублери 1:1.
| 13 тур 29 червня 1975 |

| «Динамо» | 0 – 1    | «Пахтакор» |
| -------- | -------- | ---------- |
|          | Протокол | Ісаков 61' |

| Республіканський стадіон (Київ) Глядачів: 40 000 Арбітр: І. Самусенков (Москва) |

«Динамо»: Рудаков, Коньков, Матвієнко, Фоменко, Решко, Трошкін, Мунтян, Буряк, Колотов, Веремєєв, Кузнецов (Шевченко, 46).
«Пахтакор»: Філатов, Корченов (Аширов, 71), Жуков, Могильний, Бєлов, Іванов, Варюхін, Ан, Ісаков (Яфаров, 77), Іванков, Хадзіпанагіс.
Дублери 0:1.
| 14 тур 6 липня 1975 |

| «Динамо»                      | 3 – 2    | «Зеніт»            |
| ----------------------------- | -------- | ------------------ |
| Коньков 48' Слободян 49', 64' | Протокол | Казаченок 20', 73' |

| Республіканський стадіон (Київ) Глядачів: 40 000 Арбітр: Б. Бєлозеров (Ташкент) |

«Динамо»: Рудаков, Коньков, Фоменко, Матвієнко, Решко, Трошкін, Мунтян, Буряк, Колотов (Слободян, 29), Веремєєв, Кузнецов (Шевченко, 83).
«Зеніт»: Олійник, Булавін, Золін, Голубєв, Рєдкоус (Хромченков, 74), Копій, Гребеножко, Казаченок (Поляков, 76), Маркін, Зінченко, Жигунов.
Дублери 4:0.
Турнірна таблиця команд вищої ліги після першого кола.
| М  | Команда                    | І  | В | Н | П  | М     | О  |
| -- | -------------------------- | -- | - | - | -- | ----- | -- |
| 1  | «Динамо» (Київ)            | 14 | 9 | 3 | 2  | 27-13 | 21 |
| 2  | «Арарат» (Єреван)          | 15 | 8 | 2 | 5  | 19-15 | 18 |
| 3  | «Шахтар» (Донецьк)         | 15 | 7 | 3 | 5  | 26−18 | 17 |
| 4  | «Динамо» (Тбілісі)         | 15 | 7 | 3 | 5  | 19-16 | 17 |
| 5  | «Дніпро» (Дніпропетровськ) | 15 | 6 | 5 | 4  | 22-18 | 17 |
| 6  | «Зоря» (Ворошиловград)     | 15 | 6 | 5 | 4  | 20-17 | 17 |
| 7  | «Карпати» (Львів)          | 15 | 5 | 6 | 4  | 20-17 | 16 |
| 8  | «Динамо» (Москва)          | 15 | 5 | 6 | 4  | 13-11 | 16 |
| 9  | «Чорноморець» (Одеса)      | 15 | 5 | 5 | 5  | 14-17 | 15 |
| 10 | «Спартак» (Москва)         | 14 | 4 | 6 | 4  | 9-10  | 14 |
| 11 | ЦСКА (Москва)              | 15 | 4 | 6 | 5  | 14-16 | 14 |
| 12 | «Пахтакор» (Ташкент)       | 15 | 5 | 3 | 7  | 16-21 | 13 |
| 13 | «Торпедо» (Москва)         | 15 | 4 | 5 | 6  | 20-20 | 13 |
| 14 | «Локомотив» (Москва)       | 15 | 3 | 7 | 5  | 11-13 | 13 |
| 15 | «Зеніт» (Ленінград)        | 15 | 4 | 3 | 8  | 14-26 | 11 |
| 16 | СКА (Ростов-на-Дону)       | 15 | 2 | 2 | 11 | 11-27 | 6  |

### Друге коло
| 16 тур 20 липня 1975 |

| «Динамо»                                | 4 – 0    | «Арарат» |
| --------------------------------------- | -------- | -------- |
| Онищенко 2' Блохін 15', 44', 63' (пен.) | Протокол |          |

| Республіканський стадіон (Київ) Глядачів: 90 000 Арбітр: Табаков (Москва) |

«Динамо»: Рудаков, Коньков, Матвієнко, Фоменко, Буряк, Трошкін, Мунтян (Решко, 46), Онищенко, Колотов, Веремєєв, Блохін.
«Арарат»: Абрамян (Демирчян, 46), Геворкян, Саркісян, Мірзоян, Месропян, Андріасян (Іштоян, 53), Бондаренко, Погосян, Мартиросян, Заназанян, Н. Петросян.
 Мірзоян, Андріасян.
Дублери — 4:1. Голи: Пінчук, Синельник, Марченко, Шевченко — Мінасян.
| 17 тур 27 липня 1975 |

| «Динамо»        | 2 – 0    | СКА |
| --------------- | -------- | --- |
| Блохін 28', 59' | Протокол |     |

| Республіканський стадіон (Київ) Глядачів: 40 000 Арбітр: Тофік Бахрамов (Баку) |

«Динамо»: Рудаков, Кузнецов (Слободян, 68), Матвієнко, Фоменко, Решко, Коньков, Мунтян, Онищенко, Колотов, Веремєєв, Блохін.
СКА: Форкаш, Гончаров, Лохов, Бабенко, Александров, Саух, Антонов, Чуркін, Кравченко (Плешаков, 68), Назаренко, Щиров (Міріков, 46).
Дублери 0:0.
| 18 тур 8 серпня 1975 |

| «Динамо»                      | 2 – 2    | «Карпати»            |
| ----------------------------- | -------- | -------------------- |
| Блохін 24' Колотов 79' (пен.) | Протокол | Хижак 68' Гірник 90' |

| Республіканський стадіон (Київ) Глядачів: 45 000 Арбітр: В. Жарков (Москва) |

«Динамо»: Рудаков, Коньков, Матвієнко (Кузнецов, 34), Фоменко, Решко, Буряк, Мунтян, Онищенко (Слободян, 42), Колотов, Веремєєв, Блохін.
«Карпати»: Ракитський, Риф'як, Поточняк, Чорба, Сиров (Бондаренко, 83), Броварський, Хижак, Савка (Гірник, 83), Данилюк, Кікоть, Дубровний.
Дублери 2:1. Голи: Слободян, Шевченко — Бондаренко.
| 19 тур 12 серпня 1975 |

| «Динамо»           | 1 – 0    | «Чорноморець» |
| ------------------ | -------- | ------------- |
| Колотов 90' (пен.) | Протокол |               |

| Республіканський стадіон (Київ) Глядачів: 25 000 Арбітр: П. Казаков (Москва) |

«Динамо»: Рудаков, Коньков, Кузнецов (Слободян, 62), Фоменко, Буряк, Трошкін, Мунтян, Онищенко, Колотов (к), Веремєєв, Блохін.
«Чорноморець»: Дегтярьов, Нечаєв, Лещук (к), Логвиненко, Поліщук (Родіонов, 80), Фейдман (Рибак, 59), Сапожников, Устимчик, Сапельняк, Дорошенко, Плоскіна.
Дублери 3:1. Голи: Пінчук, Марченко, Лозинський — Жарков.
| 15 тур 22 серпня 1975 |

| «Спартак» | 0 – 1    | «Динамо»   |
| --------- | -------- | ---------- |
|           | Протокол | Блохін 84' |

| Центральний (Москва) Глядачів: 58 000 Арбітр: Р. Юшка (Вільнюс) |

«Спартак»: Прохоров, Вік. Букієвський, Осянін, Ловчєв, Булгаков (Кодилєв, 77), Мінаєв, Гладилін, Андрєєв, Папаєв, Самохін, Сидоров.
«Динамо»: Рудаков, Коньков, Матвієнко, Фоменко, Буряк (Решко, 80), Трошкін, Мунтян, Онищенко, Колотов Веремєєв, Блохін.
 Булгаков — Трошкін.
Дублери 2:0. Голи: Лебедєв, Мурашкінцев.
| 20 тур 2 вересня 1975 |

| «Зоря»     | 1 – 1    | «Динамо»   |
| ---------- | -------- | ---------- |
| Куксов 84' | Протокол | Мунтян 73' |

| «Авангард» (Ворошиловоград) Глядачів: 35 000 Арбітр: П. Казаков (Москва) |

«Зоря»: Ткаченко, Пінчук, Малигін (Рабочий, 32), Абрамов, Васєнін, Журавльов, В. Кузнецов, Білоусов, Авер'янов, Куксов, Стульчин.
«Динамо»: Рудаков, Зуєв, Буряк, Фоменко, Решко, Трошкін, Мунтян, Онищенко, Колотов (Дамін, 46), Веремєєв, Блохін.
Дублери 0:1. Гол: Чурзін.
| 21 тур 6 вересня 1975 |

| «Дніпро»    | 1 – 1    | «Динамо»    |
| ----------- | -------- | ----------- |
| Романюк 64' | Протокол | Колотов 75' |

| «Метеор» (Дніпропетровськ) Глядачів: 30 000 Арбітр: А. Балаян (Баку) |

«Дніпро»: Колтун, Пилипчук, Найда, Богданов, Кравчук, Соловйов, Шнейдерман (к), Маслов, Євсеєнко, Христян, Романюк.
«Динамо»: Рудаков, Коньков, Буряк, Фоменко, Решко, Трошкін, Мунтян (Дамін, 40), Зуєв, Колотов, Слободян (Кочубинський, 70), Блохін.
 Маслов — Буряк.
Дублери 0:2.
| 22 тур 13 вересня 1975 |

| «Шахтар» | 0 – 1    | «Динамо»   |
| -------- | -------- | ---------- |
|          | Протокол | Блохін 75' |

| «Шахтар» (Донецьк) Глядачів: 42 000 Арбітр: Іванов (Ленінград) |

«Шахтар»: Дегтярьов, Яремченко, Звягінцев, Горбунов, П'яних, Ванкевич, Дудинський, Соколовський, Сафонов, Васін (Роговський, 46), Старухін (Шевлюк, 70).
«Динамо»: Рудаков, Дамін, Фоменко, Решко, Зуєв, Коньков (Бойко, 70), Трошкін, Кочубинський, Слободян, Веремєєв, Блохін.
 Коньков.
Дублери 0:1. Гол: Пінчук.
| 23 тур 21 вересня 1975 |

| «Динамо»                           | 3 – 2    | «Локомотив»          |
| ---------------------------------- | -------- | -------------------- |
| Решко 21' Колотов 64' Веремєєв 81' | Протокол | Уткін 41' Трусов 59' |

| Республіканський стадіон (Київ) Глядачів: 38 000 Арбітр: Георгій Баканідзе (Тбілісі) |

«Динамо»: Рудаков, Коньков, Зуєв, Фоменко (Кочубинський, 46), Решко, Трошкін, Мунтян, Слободян (Дамін, 75), Колотов, Веремєєв, Блохін.
«Локомотив»: Мілес, Камзулін, Овчинников, Ряховський, Перегонцев, Ештреков, Калайчев (Піскунов, 85), Уткін (Хизун, 80), Васін, Трусов, Сьомін.
Дублери 5:1.
| 24 тур 26 вересня 1975 |

| ЦСКА       | 1 – 1    | «Динамо»          |
| ---------- | -------- | ----------------- |
| Коваль 50' | Протокол | Мунтян 72' (пен.) |

| «Динамо» (Москва) Глядачів: 31 000 Арбітр: Матевос Мкртчян (Єреван) |

ЦСКА: Астаповський, Уткін, Худієв, Капличний, Андрющенко, Шальнев, А. Кузнецов (Єманов, 78), Б. Кузнецов, Самойленко (Федотов, 64), Копєйкін, Коваль.
«Динамо»: Рудаков, Коньков, Фоменко, Решко, Матвієнко, Трошкін, Мунтян, Буряк, Колотов (Дамін, 16, Слободян, 75), Веремєєв, Блохін.
Дублери 1:0. Гол: Коваль.
| 27 тур 17 жовтня 1975 |

| «Пахтакор»                                          | 5 – 0    | «Динамо» |
| --------------------------------------------------- | -------- | -------- |
| Хадзіпанагіс 35' Ісаков 51', 57' Ан 79', 88' (пен.) | Протокол |          |

| «Пахтакор» (Ташкент) Глядачів: 15 000 Арбітр: В. Лушин (Москва) |

«Пахтакор»: Філатов, Корченов, Іванков, Могильний, Бєлов, Сєростанов, Жуков, Ан, Ісаков, Федоров, Хадзіпанагіс.
«Динамо»: Самохін, Коньков, Зуєв, Фоменко, Решко, Дамін, Мунтян, Онищенко, Кочубинський, Буряк, Блохін (Слободян, 46).
 Кочубинський.
Дублери 0:1. Гол: Слободян.
| 28 тур 26 жовтня 1975 |

| «Динамо» Тб | 1 – 1    | «Динамо» К |
| ----------- | -------- | ---------- |
| Гуцаєв 59'  | Протокол | Блохін 32' |

| «Локомотив» (Тбілісі) Глядачів: 28 000 Арбітр: Табаков (Москва) |

«Динамо» Тб: Імнадзе, Дзодзуашвілі, Челідзе, Ебралідзе, Хізанішвілі, М. Мачаїдзе, Корідзе, Гуцаєв, Кіпіані, Дараселія, Есебуа.
«Динамо» К: Рудаков, Дамін, Фоменко, Решко, Зуєв, Коньков, Мунтян, Онищенко, Буряк, Веремєєв, Блохін.
 Дзодзуашвілі — Рудаков.
Дублери 1:0. Гол: Рехвіашвілі.
| 26 тур 29 жовтня 1975 |

| «Динамо» М                | 2 – 1    | «Динамо» К        |
| ------------------------- | -------- | ----------------- |
| Долматов 39' Петрушин 52' | Протокол | Блохін 74' (пен.) |

| «Динамо» (Москва) Глядачів: 16 200 Арбітр: Ельдар Азім-заде (Баку) |

«Динамо» М: Гонтар, Нікулін, Бубнов, Новіков, Маховиков, Петрушин, Долматов (к), Якубик, Гершкович (Гаврилов, 79), Шепель, Єврюжихін.
«Динамо» М: Рудаков, Коньков, Дамін, Фоменко (к), Решко, Зуєв, Буряк (Слободян, 70), Веремєєв, Мунтян (Бойко, 65), Онищенко, Блохін.
 Маховиков — Онищенко, Зуєв.
| 29 тур 1 листопада 1975 |

| «Зеніт»    | 1 – 1    | «Динамо»    |
| ---------- | -------- | ----------- |
| Маркін 53' | Протокол | Трошкін 44' |

| ім. Леніна (Ленінград) Глядачів: 22 000 Арбітр: Мікеліс Рубеніс (Рига) |

«Зеніт»: Олійник, Сухарєв, Давидов, Голубєв (Машін, 29), Булавін, Садирін, Стрепетов, Рєдкоус, Маркін, Казачонок (Жигунов, 46), Хромченков.
«Динамо»: Рудаков, Трошкін, Фоменко, Решко, Дамін, Коньков, Мунтян, Веремєєв (Кочубинський, 46), Буряк, Онищенко, Блохін.
Дублери 0:1. Гол: Пінчук.
| 25 тур 8 листопада 1975 |

| «Динамо»                     | 3 – 1    | «Спартак»  |
| ---------------------------- | -------- | ---------- |
| Онищенко 15', 42' Блохін 40' | Протокол | Ловчєв 71' |

| Республіканський стадіон (Київ) Глядачів: 25 000 Арбітр: Ельдар Азім-заде (Баку) |

«Динамо»: Рудаков, Коньков, Буряк, Фоменко, Решко, Трошкін (Зуєв, 71), Мунтян, Онищенко, Колотов (Дамін, 80), Веремєєв, Блохін.
«Спартак»: Прохоров, Букієвський, Абрамов, Ловчєв, Самохін, Кокорєв, Булгаков, Мінаєв, Сидоров, Гладилін, Андрєєв.
Андрєєв не реалізував пенальті (86, мимо воріт).
Дублери 1:1. Голи: Марченко — Кисельов.
| 30 тур 16 листопада 1975 |

| «Динамо»                             | 3 – 0    | «Торпедо» |
| ------------------------------------ | -------- | --------- |
| Веремєєв 52' Онищенко 80' Блохін 83' | Протокол |           |

| Республіканський стадіон (Київ) Глядачів: 25 000 Арбітр: Карло Круашвілі (Тбілісі) |

«Динамо»: Рудаков, Коньков, Буряк, Фоменко, Решко, Трошкін, Мунтян (Зуєв, 73), Онищенко, Колотов, Веремєєв, Блохін.
«Торпедо»: Єлизаров, Круглов, Пахомов, Бутурлакін, Бєлоусов, Максименков, Філатов (Храбростін, 46), Петренко, Юрін, Гришин (Миронов, 46), Бєлєнков.
Дублери 1:1. Голи: Колотов — Васильєв.
| М  | Команда                    | І  | В  | Н  | П  | М     | О  |
| -- | -------------------------- | -- | -- | -- | -- | ----- | -- |
|    | «Динамо» (Київ)            | 30 | 17 | 9  | 4  | 53-30 | 43 |
|    | «Шахтар» (Донецьк)         | 30 | 15 | 8  | 7  | 45-23 | 38 |
|    | «Динамо» (Москва)          | 30 | 13 | 12 | 5  | 39-23 | 38 |
| 4  | «Торпедо» (Москва)         | 30 | 13 | 8  | 9  | 42-33 | 34 |
| 5  | «Арарат» (Єреван)          | 30 | 15 | 4  | 11 | 40-38 | 34 |
| 6  | «Карпати» (Львів)          | 30 | 11 | 10 | 9  | 36-28 | 32 |
| 7  | «Дніпро» (Дніпропетровськ) | 30 | 10 | 11 | 9  | 33-30 | 31 |
| 8  | «Динамо» (Тбілісі)         | 30 | 11 | 9  | 10 | 32-32 | 31 |
| 9  | «Зоря» (Ворошиловград)     | 30 | 10 | 11 | 9  | 32-37 | 31 |
| 10 | «Спартак» (Москва)         | 30 | 9  | 10 | 11 | 27-30 | 28 |
| 11 | «Локомотив» (Москва)       | 30 | 7  | 12 | 11 | 28-33 | 26 |
| 12 | «Чорноморець» (Одеса)      | 30 | 8  | 10 | 12 | 27-35 | 26 |
| 13 | ЦСКА (Москва)              | 30 | 6  | 13 | 11 | 29-36 | 25 |
| 14 | «Зеніт» (Ленінград)        | 30 | 7  | 10 | 13 | 27-42 | 24 |
| 15 | «Пахтакор» (Ташкент)       | 30 | 8  | 7  | 25 | 31-44 | 23 |
| 16 | СКА (Ростов-на-Дону)       | 30 | 4  | 8  | 18 | 23-50 | 16 |

### Статистика і призи

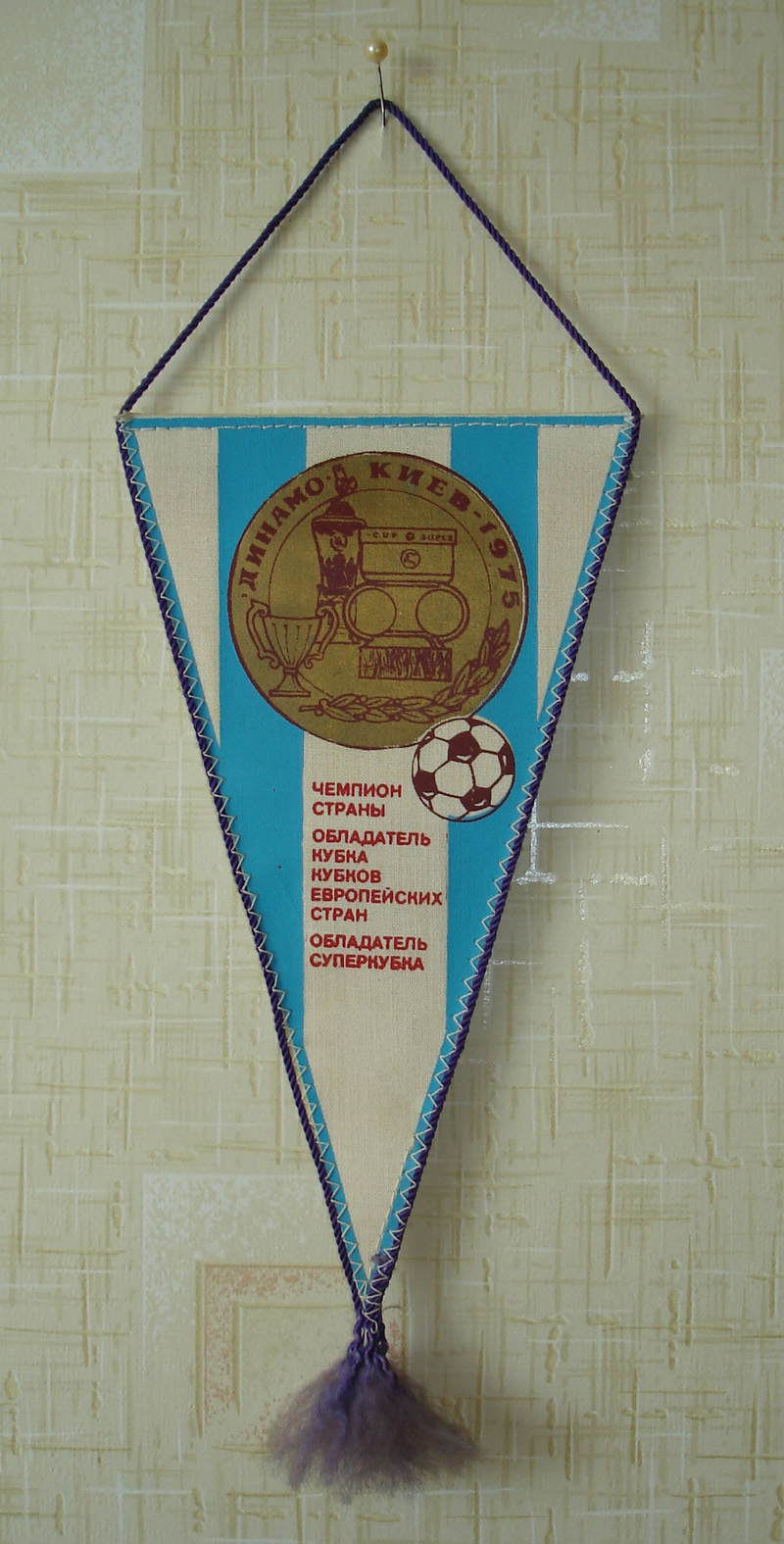
Вимпел (1975)

У чемпіонаті за клуб виступали 20 гравців:
| Футболіст              | Дата народження | Ігри     | Голи     |
| Воротарі               | Воротарі        | Воротарі | Воротарі |
| ---------------------- | --------------- | -------- | -------- |
| Євген Рудаков          | 02.01.1942      | 29       | 25п      |
| Валерій Самохін        | 08.07.1947      | 2        | 5п       |
| Захисники              |                 |          |          |
| Володимир Трошкін      | 28.07.1947      | 23       | 3        |
| Михайло Фоменко        | 19.09.1948      | 25       | 0        |
| Стефан Решко           | 24.03.1947      | 27       | 1        |
| Віктор Матвієнко       | 09.12.1948      | 19       | 3        |
| Олександр Дамін        | 28.08.1952      | 13       | 0        |
| Валерій Зуєв           | 07.11.1952      | 11       | 0        |
| Сергій Кузнецов        | 30.11.1950      | 11       | 0        |
| Півзахисники           |                 |          |          |
| Анатолій Коньков       | 19.09.1949      | 29       | 1        |
| Леонід Буряк           | 10.07.1953      | 25       | 0        |
| Володимир Мунтян       | 14.09.1946      | 29       | 2        |
| Володимир Веремєєв     | 08.11.1948      | 28       | 3        |
| Віктор Колотов         | 03.07.1949      | 25       | 12       |
| Станіслав Кочубинський | 23.02.1954      | 5        | 0        |
| Олександр Бойко        | 30.11.1954      | 2        | 0        |
| Нападники              |                 |          |          |
| Олег Блохін            | 05.11.1952      | 28       | 18       |
| Володимир Онищенко     | 28.10.1949      | 23       | 8        |
| Петро Слободян         | 02.07.1953      | 10       | 2        |
| Віталій Шевченко       | 02.10.1952      | 3        | 0        |

Тур за туром:
Домашні матчі:
Матчі на виїзді:
Позначення:
Призи, які отримала команда за результатами чемпіонату:
Імені Григорія Федотова. Цю нагороду встановив клуб ЦСКА для найрезультативнішої команди турніру. Кияни забили 53 м'ячів. У найближчого конкурента, донецького «Шахтаря» — 45. Для «Динамо» це шоста перемога у номінації (1965, 1966, 1971, 1972, 1974, 1975).
Газети «Труд». Цей приз — індивідуальний. Він дістається найкращому бомбардиру чемпіонату. Вчетверте поспіль його отримав Олег Блохін (18 голів). Серед найкращих голеадорів ліги також Борис Копєйкін (ЦСКА) — 13, Володимир Данилюк («Карпати»), Давид Кіпіані («Динамо» Тб) і Віктор Колотов — по 12 голів.
«Великого рахунку». Тижневик «Футбол — хокей» свій приз вручає команді, яка в матчах чемпіонату країни перемагає найбільшу кількість разів з перевагою в три і більше м'ячів. Кияни вшосте здобули трофей (1965, 1966, 1967, 1969, 1971, 1975).
«Двома складами». Нагорода для колективів вищої ліги, що набирають найбільшу суму очок оновним і дублюючим складами. Найчастіше приз діставався київському «Динамо» — 9 разів (1960, 1965, 1966, 1967, 1968, 1969, 1971, 1974, 1975).
Журналу «Старт». Цей приз українського спортивного журналу для команди вищої ліги, котра добивається найбільшої різниці забитих і пропущених м'ячів у матчах чемпіонату. Кияни набрали 23 позитивних пункти і вп'яте здобули перемогу у номінації (1966, 1967, 1971, 1974, 1975).

## Кубок СРСР
Чвертьфінал. Суперник — «Динамо» (Тбілісі).
- Чемпіон СРСР (1): 1964
- Срібний призер (4): 1939, 1940, 1951, 1953
- Бронзовий призер (10): 1936 (o), 1946, 1947, 1950, 1959, 1962, 1967, 1969, 1971, 1972
- Фіналіст кубка (5): 1936, 1937, 1946, 1960, 1970

Клуб заснований у 1925 році. Рекордсмен клубу за кількістю проведених матчів і забитих м'ячів у чемпіонаті — Автанділ Гогоберідзе (341 матч, 127 голів). Заслужені майстри спорту: 1941 — Шота Шавгулідзе, 1943 — Ассір Гальперін, Григорій Пачулія, 1944 — Борис Пайчадзе, 1946 — Михайло Бердзенішвілі, Гайоз Джеджелава, 1947 — Андрій Жорданія, 1948 — Григорій Гагуа, Арчіл Кікнадзе, Віктор Панюков, Сергій Шудра, 1951 — Георгій Антадзе, Автанділ Гогоберідзе, Михайло Мінаєв, 1952 — Ніязі Дзяпшина, Володимир Марганія, 1955 — Андрій Зазроєв, 1960 — Слава Метревелі, 1963 — Заур Калоєв, 1965 — Михайло Месхі, Гіві Чохелі, 1969 — Сергій Котрікадзе, Муртаз Хурцилава, Шота Яманідзе.
| 2 липня 1975 |

| «Динамо» (Тбілісі)       | 2 – 1    | «Динамо» (Київ) |
| ------------------------ | -------- | --------------- |
| Корідзе 94' Кіпіані 110' | Протокол | Колотов 109'    |

| «Локомотив» (Тбілісі) Глядачів: 35 000 Арбітр: Ліпатов (Москва) |

«Динамо» Тб: Гогія, Дзодзуашвілі, Челідзе, Хізанішвілі, Ебралідзе (к), Гуцаєв, М. Мачаїдзе, Корідзе, Кіпіані, Асатіані, Церетелі.
«Динамо» К: Рудаков, Коньков, Матвієнко, Фоменко, Решко, Трошкін, Буряк, Кузнецов, Колотов (к), Веремєєв, Кочубинський.

## Суперкубок
Суперник — «Баварія» (Мюнхен, ФРН).
- Володар кубка чемпіонів (2): 1974, 1975
- Володар кубка кубків (1): 1967
- Чемпіон Німеччини (5): 1932, 1969, 1972, 1973, 1974
- Віце-чемпіон Німеччини (2): 1970, 1971
- Володар кубка Німеччини (5): 1957, 1966, 1967, 1969, 1971

Клуб заснований у 1900 році. В бундеслізі провів десять сезонів. Провідні гравці:
- Зепп Маєр — основний голкіпер національної збірної. Чемпіон світу 1974, чемпіон Європи 1972.
- Франц Бекенбауер — лідер і капітан збірної ФРН. Чемпіон світу 1974, чемпіон Європи 1972, володар «Золотого м'яча» 1972.
- Георг Шварценбек — захисник, майстер персональної опіки. Чемпіон світу 1974, чемпіон Європи 1972.
- Герд Мюллер — головний голеадор клубу і збірної. Чемпіон світу 1974, чемпіон Європи 1972, володар «Золотого м'яча» 1970, володар «Золотого бутса» 1970 (38 голів), 1972 (40 голів).

| Перший матч 9 вересня 1975 |

| «Баварія» | 0 – 1    | «Динамо»        |
| --------- | -------- | --------------- |
|           | Протокол | Олег Блохін 66' |

| Олімпійський стадіон (Мюнхен) Глядачів: 32 000 Арбітр: Сержіо Гонелла (Італія) |

«Баварія»: Маєр, Цобель, Горсманн, Шварценбек, Бекенбауер (к), Вайс, Дюрнбергер (Рот, 46), Румменігге, Мюллер, Капелльман, Вундер. Тренер: Діттмар Крамер.
«Динамо»: Рудаков, Трошкін, Фоменко, Решко, Зуєв, Коньков, Дамін, Буряк,  Колотов, Слободян, Блохін.
| Другий матч 6 жовтня 1975 |

| «Динамо»             | 2 – 0    | «Баварія» |
| -------------------- | -------- | --------- |
| Олег Блохін 40', 53' | Протокол |           |

| Республіканський стадіон (Київ) Глядачів: 102 000 Арбітр: Доган Бабаджан (Туреччина) |

«Динамо»: Рудаков, Трошкін, Фоменко, Решко, Зуєв, Коньков, Мунтян, Буряк, Веремєєв, Онищенко, Блохін.
«Баварія»: Майєр, Вайс, Горсманн, Шварценбек, Беккенбауер (к), Рот, Дюрнбергер (Хансен, 70), Шустер (Торстенссон, 78), Вундер, Капеллманн, Румменігге. Тренер: Діттмар Крамер.

## Кубок чемпіонів
1/16 фіналу. Суперник — «Олімпіакос» (Пірей, Греція).
- Чемпіон Греції (20) — 1931, 1933, 1934, 1936, 1937, 1938, 1947, 1948, 1951, 1954, 1955, 1956, 1957, 1958, 1959, 1966, 1967, 1973, 1974, 1975
- Володар кубка Греції (16) — 1947, 1951, 1952, 1953, 1954, 1957, 1958, 1959, 1960, 1961, 1963, 1965, 1968, 1971, 1973, 1975

Клуб заснований у 1925 році.
| Перший матч 17 вересня 1975 |

| «Олімпіакос»                 | 2 – 2    | «Динамо»         |
| ---------------------------- | -------- | ---------------- |
| Критікопулос 35' Айзінью 63' | Протокол | Колотов 27', 30' |

| «Тубас» Глядачів: 35 513 Арбітр: Ешвайлер (ФРН) |

«Олімпіакос»: Келесидіс, Ангеліс, Гайтандзіс, Сіокос, Кірастас, Вієра, Глезос, Пампуліс, Критікопулос, Делікаріс, Сінетопулос (Айзінью, 62). Тренер: Вік Бекінгем.
«Динамо»: Рудаков, Коньков, Зуєв, Фоменко, Решко, Трошкін, Буряк, Кочубинський, Колотов, Веремєєв, Блохін.
 Глезос, Вієра — Веремєєв, Блохін, Рудаков.
| Другий матч 1 жовтня 1975 |

| «Динамо»     | 1 – 0    | «Олімпіакос» |
| ------------ | -------- | ------------ |
| Онищенко 66' | Протокол |              |

| Республіканський стадіон (Київ) Глядачів: 67 734 Арбітр: Матіас (Австрія) |

«Динамо»: Рудаков, Коньков, Матвієнко (Зуєв, 69), Фоменко, Решко, Трошкін, Мунтян, Онищенко (Дамін, 86), Буряк, Веремєєв, Блохін.
«Олімпіакос»: Келесидіс, Ангеліс, Гайтандзіс, Сіокос, Кірастас, Вієра, Глезос, Айзінью, Критікопулос, Делікаріс, Сінетопулос (Караватіс, 55). Тренер: Вік Бекінгем.
 Глезос.
1/8 фіналу. Суперник — «Акранес» (Ісландія).
- Чемпіон Ісландії (9): 1951, 1953, 1954, 1957, 1958, 1960, 1970, 1974, 1975

Клуб заснований у 1946 році.
| Перший матч 22 жовтня 1975 |

| «Динамо»                    | 3 – 0    | «Акранес» |
| --------------------------- | -------- | --------- |
| Буряк 28', 67' Онищенко 31' | Протокол |           |

| Республіканський стадіон (Київ) Глядачів: 32 379 Арбітр: Рауш (Югославія) |

«Динамо»: Рудаков, Коньков, Зуєв, Фоменко, Решко (Кочубинський, 46, Слободян, 55), Дамін, Мунтян, Онищенко, Буряк, Веремєєв, Блохін.
«Акранес»: Крістьянссон, Г. Тордарсон, Ларуссон, Стефанссон, Гуннлаугссон, Гудйонссон, К. Тордарсон (Йоханнессон, 88), Альфредссон, Т. Тордарсон, Халлгрімссон, Свейнссон. Тренер: Джордж Кірбі.
| Другий матч 5 листопада 1975 |

| «Акранес» | 0 – 2    | «Динамо»                          |
| --------- | -------- | --------------------------------- |
|           | Протокол | Онищенко 25' Гуннлагссон 65' (аг) |

| "Мелавеллюр" (Рейк'явік) Глядачів: 4 091 Арбітр: Перрі (Півн. Ірландія) |

«Акранес»: Крістьянссон, Г. Тордарсон, Ларуссон, Стефанссон, Гуннлаугссон, Гудйонссон, К. Тордарсон, Алфредссон, Т. Тордарсон, Халлгрімссон, Свейнссон. Тренер: Джордж Кірбі.
«Динамо»: Рудаков, Коньков, Зуєв, Фоменко, Решко, Трошкін, Мунтян (Дамін, 55), Онищенко, Буряк, Кочубинський, Блохін.
Халлгрімссон не реалізував пенальті (62 хвилина, пробив вище воріт).

## Підсумки сезону
Статистика виступів киян в офіційних матчах за календарний рік.
| Турнір                       | І  | В  | Н  | П | М     | О  |
| ---------------------------- | -- | -- | -- | - | ----- | -- |
| Чемпіонат СРСР               | 30 | 17 | 9  | 4 | 53-30 | 43 |
| Кубок СРСР                   | 1  | 0  | 0  | 1 | 1-2   | 0  |
| Кубок європейських чемпіонів | 4  | 3  | 1  | 0 | 8-2   | 7  |
| Кубок володарів кубків       | 5  | 4  | 0  | 1 | 10-2  | 8  |
| Суперкубок                   | 2  | 2  | 0  | 0 | 3-0   | 4  |
| Усього                       | 42 | 26 | 10 | 6 | 75-36 | 62 |

Позначення:
| Місяць   | І  | В  | Н  | П | М     | О  |
| -------- | -- | -- | -- | - | ----- | -- |
| Березень | 2  | 2  | 0  | 0 | 3-0   | 4  |
| Квітень  | 5  | 4  | 0  | 1 | 12-3  | 8  |
| Травень  | 5  | 3  | 1  | 1 | 9-5   | 7  |
| Червень  | 6  | 3  | 2  | 1 | 10-5  | 8  |
| Липень   | 4  | 3  | 0  | 1 | 10-4  | 6  |
| Серпень  | 3  | 2  | 1  | 0 | 4-2   | 5  |
| Вересень | 7  | 3  | 4  | 0 | 10-7  | 10 |
| Жовтень  | 6  | 3  | 1  | 2 | 8-8   | 7  |
| Листопад | 4  | 3  | 1  | 0 | 9-2   | 7  |
| Усього   | 42 | 26 | 10 | 6 | 75-36 | 62 |

Наприкінці сезону Федерація футболу затвердила список 33 найкращих футболістів країни. До нього ввійшли дванадцять київських «динамівців»: воротар — Євген Рудаков (№ 3); захисники — Володимир Трошкін (№ 1), Михайло Фоменко (№ 1), Стефан Решко (№ 2), Віктор Матвієнко (№ 2); півзахисники — Володимир Мунтян (№ 1), Анатолій Коньков (№ 1), Віктор Колотов (№ 1), Володимир Веремєєв (№ 1), Леонід Буряк (№ 2); нападники — Володимир Онищенко (№ 1), Олег Блохін (№ 1).
Олег Блохін, утретє поспіль, на традиційному референдумі тижневика «Футбол — хокей» був визнаний найкращим футболістом року в СРСР.
Олег Блохін отримав «Золотий м'яч» — нагороду найкращому футболісту року в Європі за опитуванням французького видання «Франс футбол». До чільної п'ятірки увійшли: Франц Бекенбауер (ФРН, «Баварія»), Йоган Кройф (Нідерланди, «Барселона»), Берті Фогтс (ФРН, «Боруссія» Менхенгладбах) і Зепп Маєр (ФРН, «Баварія»).
| Футболіст              | Ліга     | Ліга     | Кубок    | Кубок    | Єврокубки | Єврокубки | Усього   | Усього   |
| Футболіст              | Ігри     | Голи     | Ігри     | Голи     | Ігри      | Голи      | Ігри     | Голи     |
| Воротарі               | Воротарі | Воротарі | Воротарі | Воротарі | Воротарі  | Воротарі  | Воротарі | Воротарі |
| ---------------------- | -------- | -------- | -------- | -------- | --------- | --------- | -------- | -------- |
| Євген Рудаков          | 29       | 25п      | 1        | 2п       | 11        | 4п        | 41       | 31п      |
| Валерій Самохін        | 2        | 5п       | 0        | 0        | 0         | 0         | 2        | 5п       |
| Захисники              |          |          |          |          |           |           |          |          |
| Володимир Трошкін      | 23       | 3        | 1        | 0        | 10        | 0         | 34       | 3        |
| Михайло Фоменко        | 25       | 0        | 1        | 0        | 11        | 0         | 37       | 0        |
| Стефан Решко           | 27       | 1        | 1        | 0        | 11        | 0         | 39       | 1        |
| Віктор Матвієнко       | 19       | 3        | 1        | 0        | 6         | 0         | 26       | 3        |
| Олександр Дамін        | 13       | 0        | 0        | 0        | 4         | 0         | 17       | 0        |
| Валерій Зуєв           | 11       | 0        | 0        | 0        | 6         | 0         | 17       | 0        |
| Сергій Кузнецов        | 11       | 0        | 1        | 0        | 1         | 0         | 13       | 0        |
| Півзахисники           |          |          |          |          |           |           |          |          |
| Анатолій Коньков       | 29       | 1        | 1        | 0        | 11        | 0         | 41       | 1        |
| Леонід Буряк           | 25       | 0        | 1        | 0        | 9         | 3         | 35       | 3        |
| Володимир Мунтян       | 29       | 2        | 0        | 0        | 9         | 0         | 38       | 2        |
| Володимир Веремєєв     | 28       | 3        | 1        | 0        | 7         | 1         | 36       | 4        |
| Віктор Колотов         | 25       | 12       | 1        | 1        | 7         | 4         | 33       | 17       |
| Станіслав Кочубинський | 5        | 0        | 1        | 0        | 3         | 0         | 9        | 0        |
| Олександр Бойко        | 2        | 0        | 0        | 0        | 0         | 0         | 2        | 0        |
| Нападники              |          |          |          |          |           |           |          |          |
| Олег Блохін            | 28       | 18       | 0        | 0        | 11        | 5         | 39       | 23       |
| Володимир Онищенко     | 23       | 8        | 0        | 0        | 9         | 7         | 32       | 15       |
| Петро Слободян         | 10       | 2        | 0        | 0        | 2         | 0         | 12       | 2        |
| Віталій Шевченко       | 3        | 0        | 0        | 0        | 0         | 0         | 3        | 0        |

Найбільша кількість глядачів була присутня на другому матчі Суперкубка з мюнхенською «Баварією» (102 000). Всього за сезон переглянули ігри за участю «динамівців» 1 736 579 шанувальників футболу.
| Турнір          | Матчі | Вдома     | На виїзді | Нейтральне поле | За гру |
| --------------- | ----- | --------- | --------- | --------------- | ------ |
| Чемпіонат СРСР  | 30    | 673 000   | 508 200   |                 | 39 373 |
| Кубок СРСР      | 1     |           | 35 000    |                 | 35 000 |
| Кубок чемпіонів | 4     | 100 113   | 39 604    |                 | 34 929 |
| Кубок кубків    | 5     | 195 000   | 40 765    | 10 897          | 49 332 |
| Суперкубок      | 2     | 102 000   | 32 000    |                 | 67 000 |
| Усього          | 42    | 1 070 113 | 655 569   | 10 897          | 41 347 |

## Турнір дублерів
У порівнянні з попереднім сезоном дублери київського «Динамо» опустилися в турнірній таблиці на дві сходинки і посіли третє місце.
| М  | Команда                    | І  | В  | Н  | П  | М     | О  |
| -- | -------------------------- | -- | -- | -- | -- | ----- | -- |
|    | «Торпедо» (Москва)         | 30 | 19 | 9  | 2  | 46-16 | 47 |
|    | «Спартак» (Москва)         | 30 | 14 | 12 | 4  | 55-24 | 40 |
|    | «Динамо» (Київ)            | 30 | 16 | 7  | 7  | 48-27 | 39 |
| 4  | «Динамо» (Москва)          | 30 | 17 | 5  | 8  | 43-25 | 39 |
| 5  | СКА (Ростов-на-Дону)       | 30 | 16 | 6  | 8  | 53-33 | 38 |
| 6  | «Карпати» (Львів)          | 30 | 14 | 9  | 7  | 40-23 | 37 |
| 7  | ЦСКА (Москва)              | 30 | 7  | 18 | 5  | 25-25 | 32 |
| 8  | «Динамо» (Тбілісі)         | 30 | 11 | 7  | 12 | 46-37 | 29 |
| 9  | «Локомотив» (Москва)       | 30 | 10 | 9  | 11 | 39-42 | 29 |
| 10 | «Зеніт» (Ленінград)        | 30 | 7  | 12 | 11 | 30-39 | 26 |
| 11 | «Шахтар» (Донецьк)         | 30 | 9  | 6  | 15 | 26-42 | 24 |
| 12 | «Зоря» (Ворошиловград)     | 30 | 6  | 10 | 14 | 36-56 | 22 |
| 13 | «Чорноморець» (Одеса)      | 30 | 8  | 6  | 16 | 39-61 | 22 |
| 14 | «Пахтакор» (Ташкент)       | 30 | 7  | 7  | 16 | 23-52 | 21 |
| 15 | «Арарат» (Єреван)          | 30 | 6  | 7  | 17 | 33-45 | 19 |
| 16 | «Дніпро» (Дніпропетровськ) | 30 | 3  | 10 | 17 | 19-54 | 16 |

Автори забитих м'ячів:
- 10 — Анатолій Марченко;
- 8 — Петро Слободян, Микола Пінчук;
- 4 — Віталій Шевченко;
- 3 — Станіслав Кочубинський;
- 2 — Олександр Дамін, Олег Серебрянський, Андрій Чурзін;
- 1 — Леонід Васильєв, Сергій Кузнецов, Олександр Бойко, Володимир Синельник, Володимир Лозинський, Леонід Буряк, Віктор Насташевський, Віктор Колотов.

Один м'яч у власні ворота забив Азарян з єреванського «Арарату».

## Виступи у збірних
1975 року національна збірна провела сім поєдинків (у тому числі п'ять — відбіркові матчі до чемпіонату Європи 1976). До її лав запрошувалися тринадцять київських «динамівців». Шестеро брали участь у всіх іграх сезону.
| Футболіст          | Дата народження | Ігри    | Голи    |
| Воротар            | Воротар         | Воротар | Воротар |
| ------------------ | --------------- | ------- | ------- |
| Євген Рудаков      | 02.01.1942      | 6       |         |
| Захисники          |                 |         |         |
| Михайло Фоменко    | 19.09.1948      | 7       | 0       |
| Володимир Трошкін  | 28.07.1947      | 6       | 0       |
| Стефан Решко       | 24.03.1947      | 6       | 0       |
| Віктор Матвієнко   | 09.12.1948      | 3       | 0       |
| Валерій Зуєв       | 07.11.1952      | 1       | 0       |
| Півзахисники       |                 |         |         |
| Анатолій Коньков   | 19.09.1949      | 7       | 3       |
| Леонід Буряк       | 10.07.1953      | 7       | 0       |
| Володимир Мунтян   | 14.09.1946      | 6       | 1       |
| Володимир Веремєєв | 08.11.1948      | 7       | 1       |
| Віктор Колотов     | 03.07.1949      | 6       | 4       |
| Нападники          |                 |         |         |
| Олег Блохін        | 05.11.1952      | 7       | 2       |
| Володимир Онищенко | 28.10.1949      | 7       | 2       |

Олімпійська збірна провела шість кваліфікаційних матчів до Олімпійських ігор 1976. По чотири рази виходили на поле у її складі Володимир Трошкін і Леонід Буряк. Останній забив два м'ячі у ворота збірної Югославії.